# Toctitlán
Toctitlán är en ort i Mexiko.   Den ligger i kommunen Tlanchinol och delstaten Hidalgo, i den sydöstra delen av landet, 180 km norr om huvudstaden Mexico City. Toctitlán ligger 896 meter över havet och antalet invånare är 959.
Terrängen runt Toctitlán är kuperad åt nordost, men åt sydväst är den bergig. Runt Toctitlán är det ganska tätbefolkat, med 166 invånare per kvadratkilometer. Närmaste större samhälle är Tlanchinol, 8,1 km väster om Toctitlán. Omgivningarna runt Toctitlán är en mosaik av jordbruksmark och naturlig växtlighet.